# ディケード (単位)

3ディケードの差の視覚表現: 1, 10, 100, 1000 (10^{0}, 10^{1}, 10^{2}, 10^{3})

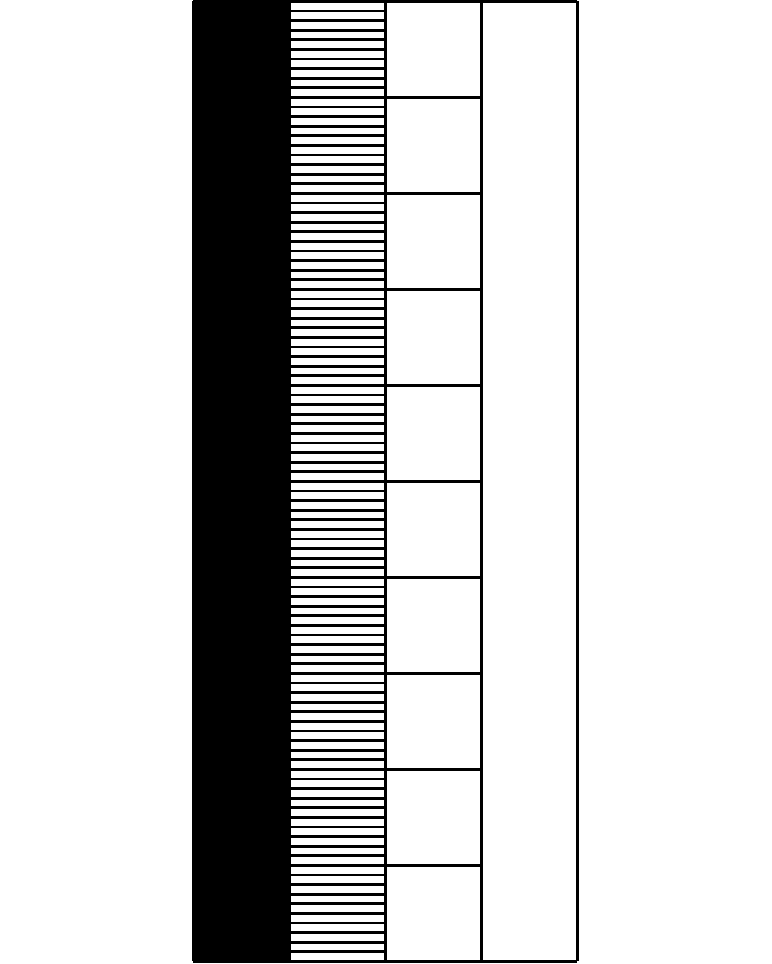
3ディケードの差の視覚表現: 1000個の 0.001s, 100個の 0.01s, 10個の 0.1s, 1個の 1

ディケード（decade、記号: dec）は、対数スケールで周波数比を測定するための単位である。1ディケードは、2つの周波数の比率が10である（2つの周波数の桁が1桁違う）ことを示す。アンプやフィルターなどの周波数特性を記述するときに使われる。
類似した単位にオクターヴがある。1オクターヴは、2つの周波数の比率が2であることを示す。

## 計算
ディケードによる周波数の比較は、上と下のどちらの方向でも良い。すなわち、100ヘルツ(Hz)の1ディケード上は1000ヘルツであり、1ディケード下は10ヘルツである。使用される単位は何でも良く、31.4ラジアン毎秒(rad/s)の1ディケード下は3.14ラジアン毎秒である。
2つの周波数 {\displaystyle f_{1}}, {\displaystyle f_{2}} の間のディケードの値は、次式のように2つの周波数の比の常用対数（10を底とする対数）で求められる。
- {\displaystyle \log _{10}(f_{2}/f_{1})} ディケード[2][3]

自然対数を使用すると次式のように求められる。
- {\displaystyle \ln f_{2}-\ln f_{1} \over \ln 10} ディケード[4]

15 rad/s から 150,000 rad/s へのディケードの値
{\displaystyle \log _{10}(150000/15)=4} dec
3.2 GHz から 4.7 MHz へのディケードの値
{\displaystyle \log _{10}(4.7\times 10^{6}/3.2\times 10^{9})=-2.83} dec
1オクターヴは周波数比が2であるので、1オクターヴは {\displaystyle \log _{10}(2)=0.301} ディケードとなる。
ある周波数に対し特定のディケード数となる周波数を調べるには、周波数の値に10のディケード数乗を掛ける。
220 Hzの3ディケード下
{\displaystyle 220\times 10^{-3}=0.22} Hz
10の1.5ディケード上
{\displaystyle 10\times 10^{1.5}=316.23}
1ディケードを特定のステップ数に等分割したときの周波数間隔を調べるには、10をステップ数の逆数の冪乗にする。
1ディケードを30ステップに分割した時の周波数間隔
{\displaystyle 10^{1/30}=1.079775} – これは、それぞれのステップの周波数が、その前のステップの7.9775%増であることを意味する。

## グラフ表現と分析

ボード線図。横軸は対数スケールの周波数であり、ディケード単位にすると-3から+3の値になる。

電子回路の周波数特性をボード線図などのグラフ形式で表す場合、大きな周波数範囲を表すために、線形スケールではなく対数スケールが一般的に使用される。多くの場合、線形スケールでは実用的ではない。例えば、アンプの周波数帯域は通常20 Hzから20 kHzであり、ディケードを単位とする対数スケールを使用すると、帯域全体を表すに便利である。一般的に、このような表現のグラフは、対数スケールで1 Hz(100)から100 kHz(105)までとすると、標準サイズのグラフ用紙に音声帯域を収めることができる。線形スケールでは、同じグラフ用紙で0から50までしか収められない。
一般に、周波数特性は「毎ディケード」の観点で説明される。右のボード線図の例では、阻止帯域(stopband)で-20 dB/decの勾配を示している。すなわち、周波数が10倍になるたびに（図では10 rad/sから100 rad/sに向かって）、ゲインが20 dBずつ減少する。